# Logan Century Center 1
Le Logan Century Center 1, officiellement le Nanning Logan Century 1, est un gratte-ciel situé à Nanning en Chine. Les travaux, commencés en 2013, s'achèvent en 2018. Avec 82 étages, le dernier se trouvant à 364,2 màtres, c'est alors le plus haut bâtiment de Nanning, le 17e de Chine, le 32e du monde. L'immeuble abrite un hôtel et des bureaux.
L'architecte est l'agence de Hong Kong, DLN Architects